# Delegation (banda)
Delegation es un grupo musical formado en 1976 por Len Coley, Rick Bailey y Roddy Harris. El trío sería descubierto por el productor y compositor Ken Gold, quien también escribió y produjo los éxitos como " You to Me Are Everything ". Ken y su compañero de escritura, Micky Denne, también escribirían canciones para Aretha Franklin, Jackie Wilson y Cliff Richard .

## Historia
En 1976,  lanzaron su primer sencillo, "The Promise of Love", lanzado bajo el sello de State Records, aunque no tuvieron mucho éxito. Su segundo sencillo, "Where Is the Love (We Used to Know)", también del mismo álbum, llegó a las listas de canciones más populares del Reino Unido en abril de 1977, y le dio al grupo su primer éxito y, en consecuencia, su primera aparición en Top of the Pops.
Roddy Harris sería remplazado por Ray Patterson ese año y el grupo lanzaría su tercer sencillo, "You've Been Doing Me Wrong", convirtiéndose en su segundo éxito del álbum Promise of Love. "Oh Honey" le dio al grupo su primer éxito en Estados Unidos en 1979, alcanzando el puesto número 5 en las listas de R&B de Billboard de EE. UU.
Coley dejaría la banda y Bruce Dunbar tomó su lugar. Su segundo álbum Eau De Vie fue lanzado en 1979, el cual terminó siendo muy exitoso. Bruce dejó el grupo en 1981 y regresó a los EE. UU. después de su tercer álbum titulado Delegation. El grupo continaría pero con menos éxito.
Siguieron con el álbum Deuces High en 1982. Todos llegaron a las listas de popularidad en Europa, pero no en los Estados Unidos. El acto grabó un par de sencillos más y continuó actuando hasta el final de la década. El disco "It's Your Turn", lanzado en Epic, tuvo éxito solo en Francia, aunque lo hizo bien en el Reino Unido. Texas Kathy Bryant, se convertiría en la primera. miembro femenino del grupo como vocalista. En 1985, lanzaron "Thanks to You". The Mix on Scorpio Records, una compilación continua de cinco de sus grandes éxitos, terminaría vendiéndose mal.
Bailey se reuniría con Gold para formar Euro Jam Records a mediados de 1990, reuniendo las grabaciones anteriores de Delegation en nuevos álbumes recopilatorios y reformando el grupo para lanzar Encore en Europa en 1999, siendo esta la última grabación de la banda.

## Discografía

### Álbumes
| 1977                                                    | The Promise of Love                               | 84 | 8  |
| 1979                                                    | Eau De Vie                                        | —  | —  |
| 1980                                                    | Delegation (lanzamiento americano de Eau De Vie ) | —  | 69 |
| 1981                                                    | Delegation II                                     | —  | —  |
| 1982                                                    | Deuces High                                       | —  | —  |
| 1993                                                    | Encore                                            | —  | —  |
| "—" denota lanzamientos que no figuraron en las listas. |                                                   |    |    |

### Sencillos
| 1977 | "Where Is the Love (We Used to Know)"                                             | —  | —  | ―  | 22 | ―  |
| 1977 | "You've Been Doing Me Wrong"                                                      | —  | —  | ―  | 49 | ―  |
| 1978 | "Honey, I'm Rich"                                                                 | —  | ―  | —  | ―  | ―  |
| 1978 | "Oh Honey"                                                                        | ―  | 6  | 45 | ―  | 99 |
| 1979 | "Put a Little Love on Me"                                                         | —  | —  | ―  | ―  | —  |
| 1979 | "Someone Oughta Write a Song (About You Baby)"                                    | —  | 45 | —  | ―  | —  |
| 1979 | "You and I"                                                                       | —  | —  | ―  | ―  | —  |
| 1980 | "Welcome to My World"                                                             | ―  | 50 | —  | ―  | ―  |
| 1980 | "Heartache No.9"                                                                  | 57 | 66 | —  | ―  | ―  |
| 1981 | "Twelfth House"                                                                   | ―  | —  | ―  | ―  | ―  |
| 1981 | "In Love's Time"                                                                  | ―  | 54 | ―  | —  | ―  |
| 1983 | "It's Your Turn"                                                                  | ―  | ―  | ―  | 94 | ―  |
| 1983 | "-" denota lanzamientos que no se registraron o no se lanzaron en ese territorio. |    |    |    |    |    |